# Barzandīq
Barzandīq (persiska: برزندیق) är en ort i Iran.   Den ligger i provinsen Östazarbaijan, i den nordvästra delen av landet, 500 km nordväst om huvudstaden Teheran. Barzandīq ligger 2 019 meter över havet och antalet invånare är 195.
Terrängen runt Barzandīq är kuperad åt sydväst, men åt nordost är den bergig. Terrängen runt Barzandīq sluttar österut. Runt Barzandīq är det ganska glesbefolkat, med 42 invånare per kvadratkilometer. Närmaste större samhälle är Kaleybar, 12,2 km nordost om Barzandīq. Trakten runt Barzandīq består i huvudsak av gräsmarker.